# Del Shofner
Delbert Martin Shofner, detto Del (Center, 11 dicembre 1934 – Los Angeles, 11 marzo 2020) è stato un giocatore di football americano statunitense che ha giocato nel ruolo di wide receiver per undici stagioni nella National Football League (NFL). Al college giocò a football alla Baylor University.

## Carriera professionistica
Shofner fu scelto come undicesimo assoluto nel Draft NFL 1957 dai Los Angeles Rams, rimanendovi fino al 1960. L'anno successivo passò ai New York Giants, con cui trascorse il resto della carriera. Inserito per cinque volte nella formazione ideale della stagione All-Pro, nel 1958 guidò la NFL in yard ricevute, mentre si classificò al secondo posto nel 1959 e 1961. Nel 1962 terminò invece secondo in touchdown su ricezione con 12. Le sue 1.181 yard ricevute nel 1963 furono il terzo risultato della lega e il suo massimo in carriera. A partire dal 1964 gli infortuni ne limitarono il rendimento in campo, venendo sostituito come titolare a metà della stagione 1965. Si ritirò dopo la stagione 1967.

## Palmarès
- First-team All-Pro: 5

1958, 1959, 1961, 1962, 1963
- Formazione ideale della NFL degli anni 1960

## Statistiche
| Partite totali    | 125   |
| Ricezioni         | 349   |
| Yard su ricezione | 6.470 |
| Touchdown         | 51    |